# Cryptorhynchinae
Cryptorhynchinae (лат.) — подсемейство жесткокрылых из семейства долгоносиков.

## Распространение
Большая часть из более 6000 описанных видов Cryptorhynchinae относится к Неотропической зоне, за которой следуют очень богатые Австралийские и умеренно богатые Индо-Малайские фауны; Палеарктика и Неарктика включают менее 500 видов; Афротропическая фауна Cryptorhynchinae заметно бедна, а систематические родственные связи нуждаются в проверке. Недавние таксономические ревизии зафиксировали значительное число новых видов и мировая фауна Cryptorhynchinae вполне может быть превышает 15 000 видов.

## Описание
Бороздки для головотрубки проходят через переднегрудь, нередко продолжаясь и на среднегруди. Переднегрудь тазики широко разделены. Усики прикреплены далеко от вершины головотрубки. Усиковые бороздки не заметны сверху, без птеригиев. Эпистомальная часть головотрубки не обособлена. Ротовая выемка головотрубки обычно узкая глубокая, если же широкая, то задние бёдра заходят за вершину брюшка.
У Cryptorhynchinae есть уникальная морфологическая особенность, которая отличает их от большинства других групп долгоносиков. В качестве защитной позы они втягивают свой рострум в канал, образованный про- и мезостернальными структурами, в то время как их ноги обычно сложены в вентральном положении. Таким образом, симулируя смерть, они часто имитируют естественные объекты, такие как семена, мелкие камни или веточки.

## Систематика и эволюция
Описано более 6000 видов (потенциально более 15 000 видов). Некоторые исследователи включают Cryptorhynchinae в подсемейство Molytinae, но недавнее молекулярное исследование показало, что Cryptorhynchinae sensu stricto монофилетичны и лучше всего сохраняются как самостоятельное подсемейство.
Состав Cryptorhynchinae менялся на протяжении всего времени и до сих пор находится в состоянии колебаний. Если в более ранних работах (Hustache, 1936; Morimoto, 1978) в состав рода включались трибы Conotrachelini и Cleogonini, то Alonso-Zarazaga & Lyal (1999) их исключили (перенеся в Molytinae). Сравнение численности видов в разных регионах затруднено этими изменениями и другими неопределенностями.
Согласно биогеографическому анализу Cryptorhynchinae s.s. возникли в позднем мелу (около 86 млн лет назад) в Южной Америке. В рамках группы Acalles и группы Cryptorhynchus в позднем мелу и раннем палеогене произошло несколько независимых событий расселения в Западную Палеарктику через Неарктику. Южный путь через Антарктиду позволил колонизировать Австралию в позднем мелу, где около 73 миллионов лет назад, вероятно, возникла разнообразная индо-австралийская клада. В раннем эоцене (примерно 50—55 млн лет назад) несколько клад независимо распространились из Австралии в прото-Новую Гвинею: триба Arachnopodini s.l., «группа Rhynchodes» и род Trigonopterus. Новая Зеландия была впервые колонизирована в позднем палеоцене (ок. 60 млн лет назад).
В составе подсемейства:
- триба: Aedemonini

- роды: Aedemonophilus — Aedemonus — Aesychora — Anoplomorpha — Aristoxenus — Baryssus — Camptorhamphus — Cincius — Cryptobathys — Damippus — Deiradocranus — Derbyiella — Diatassa — Dystropicus — Epirus — Exapries — Isorhamphus — Isotocerus — Magius — Mataxus — Mechistocerus — Monaulax — Onocyma — Parendymia — Phemida — Praodes — Pseudosophrorrhinus — Rhadinomerus — Roecus — Scelodon — Solenobathys — Sophronomerus — Sophronopterus — Stromborhinus — Taylorius

- триба: Camptorhinini

- роды: Camptorhinus — Camptorrhinites — Dyscamptorhinus — Neoparyonychus — Pachyonyx — Paracamptorrhinus — Paryonychus — Peristhenes

- триба: Cryptorhynchini

- подтриба: Cryptorhynchina
- подтриба: Mecistostylina
- подтриба: Tylodina

- роды: Tentegia, Trigonopterus …

- триба: Gasterocercini

- роды: Aechmura — Ampagiosoma — Anepigraphocis — Bleptocis — Chaetectetorus — Cophes — Episcirrus — Eutyrhinus — Gasterocercus — Gymnocis — Hohonus — Hoplidotasia — Idiopterocis — Menectetorus — Neoampagia — Odosyllis — Orochlesis — Parempleurus — Phalias — Platygasterocercus — Pseudodiaphna — Rhynchus — Rhyssematoides — Serrotelum — Sympedius — Syrotelus — Tropidotasia — Unocryptorhynchus

- триба: Psepholacini

- роды: Calpurnius — Catocalephe — Celidaus — Chazarius — Dipaltosternus — Dyspeithes — Glechinus — Hemiliopsis — Heteromolius — Hilipimorphus — Homoreda — Inozetes — Leiomerus — Magaris — Mesoreda — Metempleurus — Neozeneudes — Nothaldonus — Oreda — Osseteris — Polyzelus — Psepholacipus — Psepholasoma — Psepholax — Pseudotherebus — Strongylopterus — Sympiezoscelus — Therebiosoma — Therebus — Wiburdia — Zeneudes

- триба: Sophrorhinini

- роды: Aneotocerus — Bathyaulacus — Boscarius — Corynephorus — Cyphomydica — Idernus — Mamuchus — Molicorynes — Neotocerus — Panolcus — Paraboscarius — Phrygena — Proboscarius — Pseudostromborrhinus — Pterygomus — Sophrorhinus — Theobromaphilus

- триба: Torneumatini

- роды: Paratorneuma — Paratyphloporus — Pseudotorneuma — Somodytes — Torneuma